# Берри, Майкл (легкоатлет)
Майкл Берри (англ. Michael Berry; род. 10 декабря 1991, Сиэтл, Вашингтон) — американский легкоатлет, специалист по бегу на короткие дистанции. Выступал на профессиональном уровне в 2010-х годах, чемпион мира в эстафете 4 × 400 метров, победитель и призёр первенств национального значения, участник ряда крупных международных стартов.

## Биография
Майкл Берри родился 10 декабря 1991 года в Сиэтле, штат Вашингтон.
Занимался лёгкой атлетикой во время учёбы в местной старшей школе Rainier Beach High School, затем поступил в Орегонский университет — состоял в университетской легкоатлетической команде «Орегон Дакс», проходил подготовку под руководством тренера Роберта Джонсона, успешно выступал на студенческих соревнованиях в США, в частности неоднократно становился призёром первого дивизиона чемпионата Национальной ассоциации студенческого спорта (NCAA) в различных спринтерских дисциплинах.
Впервые заявил о себе на международном уровне в сезоне 2010 года, когда вошёл в состав американской сборной и выступил на юниорском мировом первенстве в Монктоне, где вместе с соотечественниками одержал победу в зачёте эстафеты 4 × 400 метров. В том же сезоне Берри был дисквалифицирован на 3 месяца в связи с нарушением антидопинговых правил — его уличили в употреблении каннабиса.
В 2011 году стартовал на предварительном квалификационном этапе эстафеты 4 × 400 метров на чемпионате мира в Тэгу, в итоге американская команда выиграла эти соревнования.
В 2017 году принял участие в чемпионате мира по легкоатлетическим эстафетам в Нассау, где завоевал серебряную медаль в программе смешанной эстафеты 4 × 400 метров, уступив лишь команде Багамских Островов.
Завершил спортивную карьеру по окончании сезона 2019 года.